# Stefania Grzeszczak

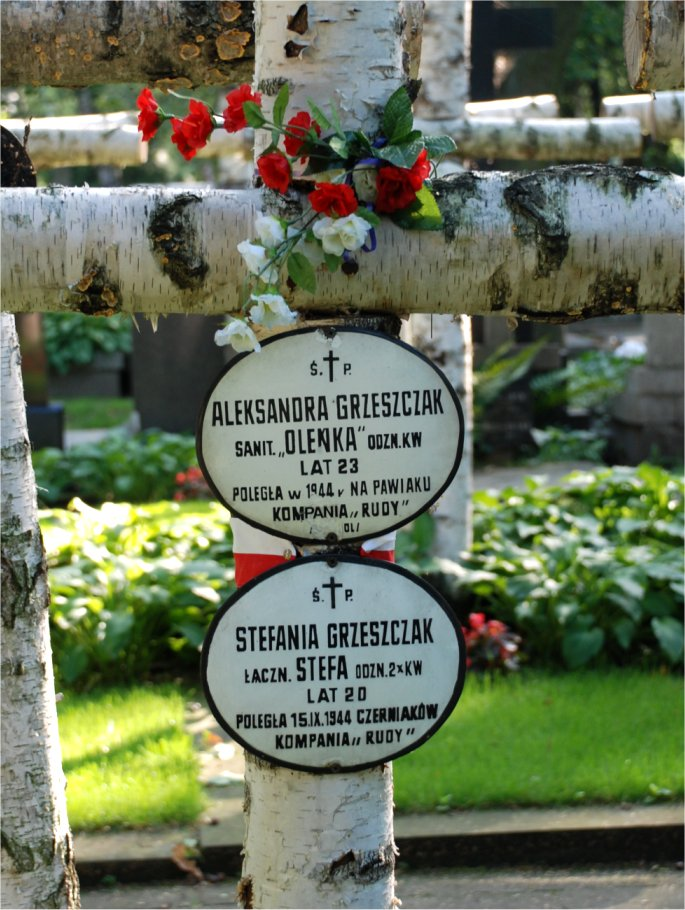
Nad mogiłą na Powązkach Wojskowych

Stefania Grzeszczak ps. „Stefa” (ur. 10 grudnia 1923 w Warszawie, zm. 15 września 1944 tamże) – łączniczka, uczestniczka powstania warszawskiego w III plutonie „Felek” 2. kompanii „Rudy” batalionu „Zośka”. Siostra Aleksandry Grzeszczak (ps. „Oleńka”). Córka Stefana i Marianny.
Podczas okupacji służyła w 2. drużynie plutonu żeńskiego „Oleńka”. Na czas powstania przyłączona do batalionu „Zośka”. Wraz ze swoim oddziałem służyła na Woli, Starym Mieście i Czerniakowie.
11. dnia powstania warszawskiego wraz z pięcioma żołnierzami (Jerzy Gawin, Andrzej Samsonowicz, Jerzy Rządkowski, Tadeusz Sumiński, Wojciech Markowski) i dwiema sanitariuszkami (Irena Kołodziejska, Grażyna Zasacka), została odcięta od batalionu podczas walk w obronie cmentarzy wolskich. Grupa ta w dniach następnych przebiła się do Kampinosu, stamtąd na Żoliborz, później zaś, przechodząc kanałami na Stare Miasto, dotarła do swego oddziału.
Stefania poległa 15 września 1944 w walkach powstańczych przy ul. Wilanowskiej 1 na Czerniakowie. Miała 20 lat. Pochowana w kwaterach żołnierzy i sanitariuszek batalionu „Zośka” na Wojskowych Powązkach w Warszawie (kwatera A20-3-20). Tam też znajduje się symboliczny grób jej siostry Aleksandry Grzeszczak „Oleńki”, która 30 stycznia 1944 została aresztowana, torturowana, po czym rozstrzelana w gruzach getta.
Została dwukrotnie odznaczona Krzyżem Walecznych.